# Attention: Miley Live
Attention: Miley Live (estilizado em letras maiúsculas) é o primeiro álbum ao vivo da cantora estadunidense Miley Cyrus. Foi lançado em 1º de abril de 2022 e conta com uma versão deluxe lançada no dia 29 de abril de 2022.

## Antecedentes
Cyrus embarcou na Attention Tour a partir de julho de 2022 para promover seu álbum Plastic Hearts (2020). Dias antes de seu show no Brasil, Miley anunciou em suas redes sociais que havia uma novidade para anunciar. Em 26 de março de 2022, ao final de seu show em São Paulo, a cantora anunciou tanto título, quanto a capa e a data de lançamento do álbum para o dia 01 de abril.

## Lista de faixas
Lista de faixas adaptadas do Spotify.
| N.º            | Título                                  | Duração |  |
| 1.             | "Attention"                             | 1:35    |  |
| 2.             | "We Can't Stop X Where's My Mind?"      | 5:34    |  |
| 3.             | "Plastic Of Hearts"                     | 3:26    |  |
| 4.             | "Heart Of Glasses"                      | 3:07    |  |
| 5.             | "4x4"                                   | 3:00    |  |
| 6.             | "(SMS) Bangerz" (com Britney Spears)    | 3:20    |  |
| 7.             | "Dooo It!"                              | 1:08    |  |
| 8.             | "23"                                    | 8:53    |  |
| 9.             | "Never Be Me"                           | 3:33    |  |
| 10.            | "Maybe"                                 | 4:07    |  |
| 11.            | "7 Things"                              | 3:40    |  |
| 12.            | "Bang Bang X See You Again"             | 4:32    |  |
| 13.            | "Jolene"                                | 4:26    |  |
| 14.            | "High"                                  | 3:29    |  |
| 15.            | "You"                                   | 3:01    |  |
| 16.            | "Like A Prayer"                         | 3:27    |  |
| 17.            | "Edge of Midnight (Midnight Sky remix)" | 3:40    |  |
| 18.            | "The Climb"                             | 6:00    |  |
| 19.            | "Wrecking Ball X Nothing Compares 2 U"  | 5:13    |  |
| 20.            | "Party in the U.S.A."                   | 7:00    |  |
| Duração total: | Duração total:                          | 1:22:00 |  |

| Faixas bônus da edição deluxe |                                                   |         |  |
| N.º                           | Título                                            | Duração |  |
| 21.                           | "WTF Do I Know"                                   | 2:59    |  |
| 22.                           | "Mother's Daughter X Boys Don't Cry" (com Anitta) | 5:21    |  |
| 23.                           | "You (Take 2)"                                    | 3:09    |  |
| 24.                           | "Nothing Breaks Like a Heart"                     | 3:54    |  |
| 25.                           | "Angels Like You"                                 | 4:10    |  |
| 26.                           | "Fly on the Wall"                                 | 3:03    |  |
| Duração total:                | Duração total:                                    | 1:45:00 |  |